# Ismail Abilov
Ismail Abilov (in bulgaro Исмаил Абилов?; Lopushna, 9 giugno 1951) è un ex lottatore bulgaro.
Ha vinto la medaglia d'oro olimpica nella lotta libera alle Olimpiadi 1980 di Mosca, in particolare nella categoria pesi medi (74-82 kg).
Ha vinto inoltre due medaglie d'argento (1974 e 1975) e una di bronzo (1973) ai campionati mondiali di lotta in diverse categorie.